# Agrigente
Pour les peintures de Nicolas de Staël, voir Agrigente (Staël).
Agrigente (en italien : Agrigento, en sicilien : Girgenti) est une ville d'Italie d'environ 60 000 habitants, située en Sicile, dans le libre consortium municipal d'Agrigente.
Fondée en 582 av. J.-C. par des colons grecs venus de Gela, son nom antique était Akragas, en référence au fleuve coulant à proximité.

## Géographie
Agrigente a été fondée entre la mer de Libye et une colline à proximité de laquelle coulent deux rivières, l'Hypsos et l'Acragas, d'où elle tient son nom.

## Histoire
Le site est occupé dès la préhistoire.
Agrigente, dont le nom antique est Akrágas (Ακράγας), est fondée en 582 av. J.-C. par des colons venant de la cité de Géla (elle-même colonie grecque fondée par Rhodes et les Crétois), sur le site en hauteur de la ville actuelle. La cité connaît une expansion géographique au VIe siècle av. J.-C. sous la direction des tyrans. Le premier s'appelle Phalaris et l'apogée arrive avec Théron, victorieux des Carthaginois à la bataille d'Himère en 480 av. J.-C. La ville s'embellit grâce à la main d'œuvre capturée lors de cette bataille. La Vallée des Temples est entourée d'une muraille de 12 kilomètres. Agrigente s'enrichit dans le commerce du vin et de l'huile, notamment avec Carthage.
- 406 av. J.-C. : Hannibal de Giscon assiège et prend Agrigente ; il interdit le relèvement des remparts, détruit le temple d'Athéna et massacre une partie des habitants.
- 339 av. J.-C. : les Carthaginois sont vaincus ; Timoléon reconstruit la muraille et la ville. Pendant la première guerre punique (264-241 av. J.-C.), Agrigente devient romaine en 262 av. J.-C. puis recouvre son indépendance.
- 211 av. J.-C. : la ville tombe définitivement dans le giron de Rome, prospère et s'étend.
- 468 : elle tombe aux mains des Vandales de Genséric.
- 491 : elle échoit aux Ostrogoths de Théodoric.
- 535 : sous le règne de Justinien, le général romain d'Orient, Bélisaire, rattache la ville à l'Italie byzantine (thème de Sicile).
- 828 : les Arabes prennent la ville puis l'abandonnent en 902. Ils la rebaptisent Kerkent ou Gergent.
- 1091 : les Normands règnent désormais sur la ville, qui se relève progressivement sous le royaume de Sicile.
- 1861 : Agrigente devient une ville du royaume d'Italie.

« La plus belle des cités mortelles » : c'est en ces termes que Pindare présente dans ses Olympiques l'Agrigente du Ve siècle av. J.-C. Fondée en 582 av. J.-C. sur la côte méridionale de la Sicile par des Grecs venus de la cité voisine de Gela, la ville s'impose très vite comme l'une des colonies les plus brillantes et les plus prospères de l'Occident hellénique.
Riche des ressources de sa plaine agricole et des revenus que lui assurait son grand commerce méditerranéen, Agrigente possède au milieu du Ve siècle av. J.-C. plus de temples qu'il n'y en a sur l'acropole athénienne. Elle verra naître à cette époque le philosophe Empédocle dont Ernest Renan a pu dire qu'il fut « l'un des génies extraordinaires de la philosophie grecque présocratique, l'un des vrais fondateurs de la science et de l'exploration mécanique de l'univers ». Les destructions perpétrées par les Carthaginois lors du sac de 406 av. J.-C. ruinent la cité mais celle-ci ressuscitera à l'initiative de Timoléon de Syracuse et connaîtra une nouvelle prospérité à la faveur de la paix romaine.
Outre les ruines du grand sanctuaire de Zeus olympien – le plus grand de l'Antiquité grecque après l'Artémision d'Éphèse et le sanctuaire d'Apollon de Didymes – la Vallée des Temples offre encore au regard des visiteurs les restes grandioses de ceux d'Héraclès, d'Héra, des Dioscures et de la Concorde. Sur la colline de Girgenti, l'église Santa Maria dei Greci est elle-même construite sur les ruines d'un temple d'Athéna et l'église San Biagio sur celles d'un sanctuaire de Déméter.

### Liste des tyrans d'Acragas
- 570-554 av. J.-C. : Phalaris († 554 av. J.-C.)

#### Dynastie desEmménides
- 488-473 av. J.-C. : Théron († 473 av. J.-C.)
- 473-472 av. J.-C. : Thrasydée, fils du précédent.

## La zone archéologique

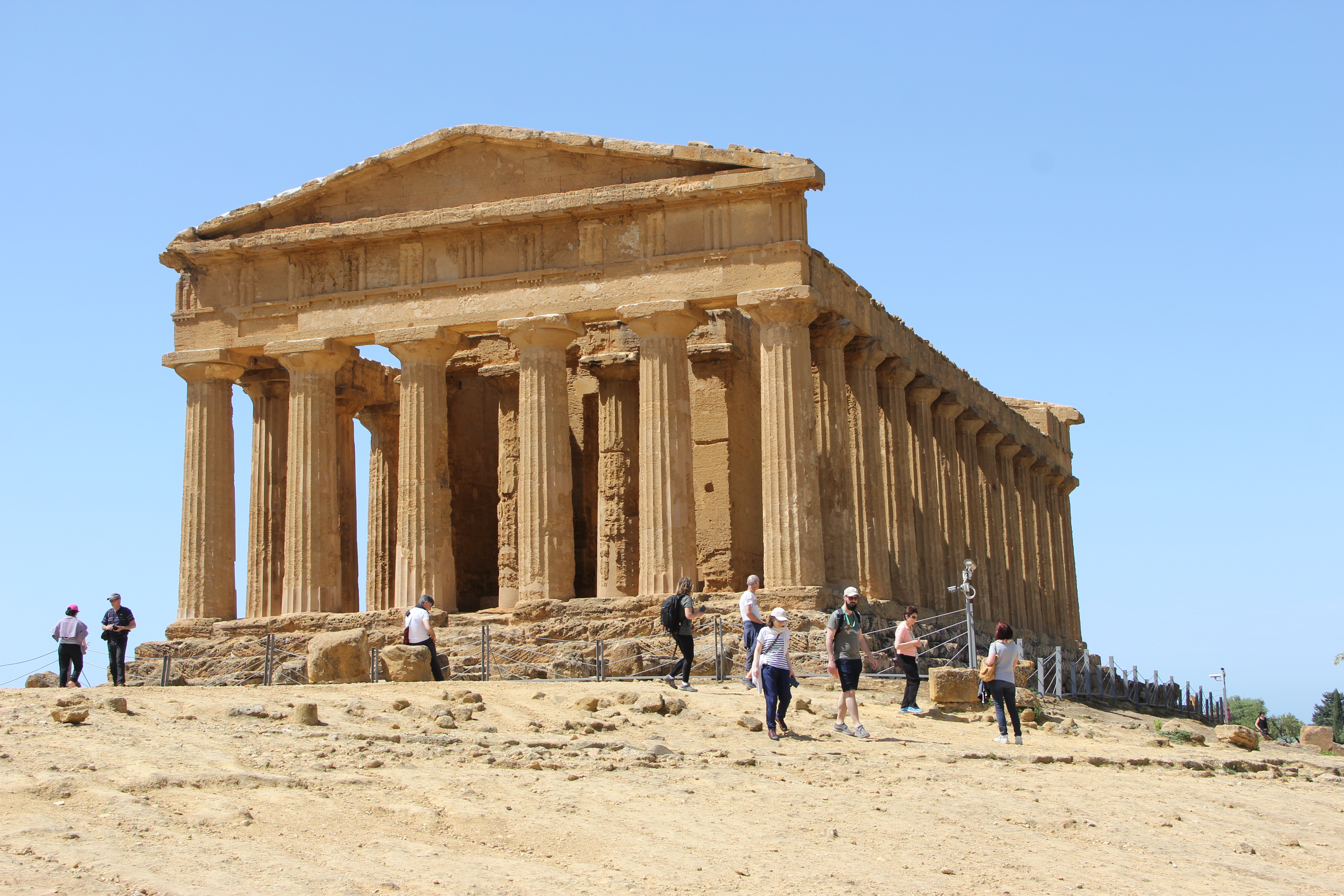
Temple de la Concorde.

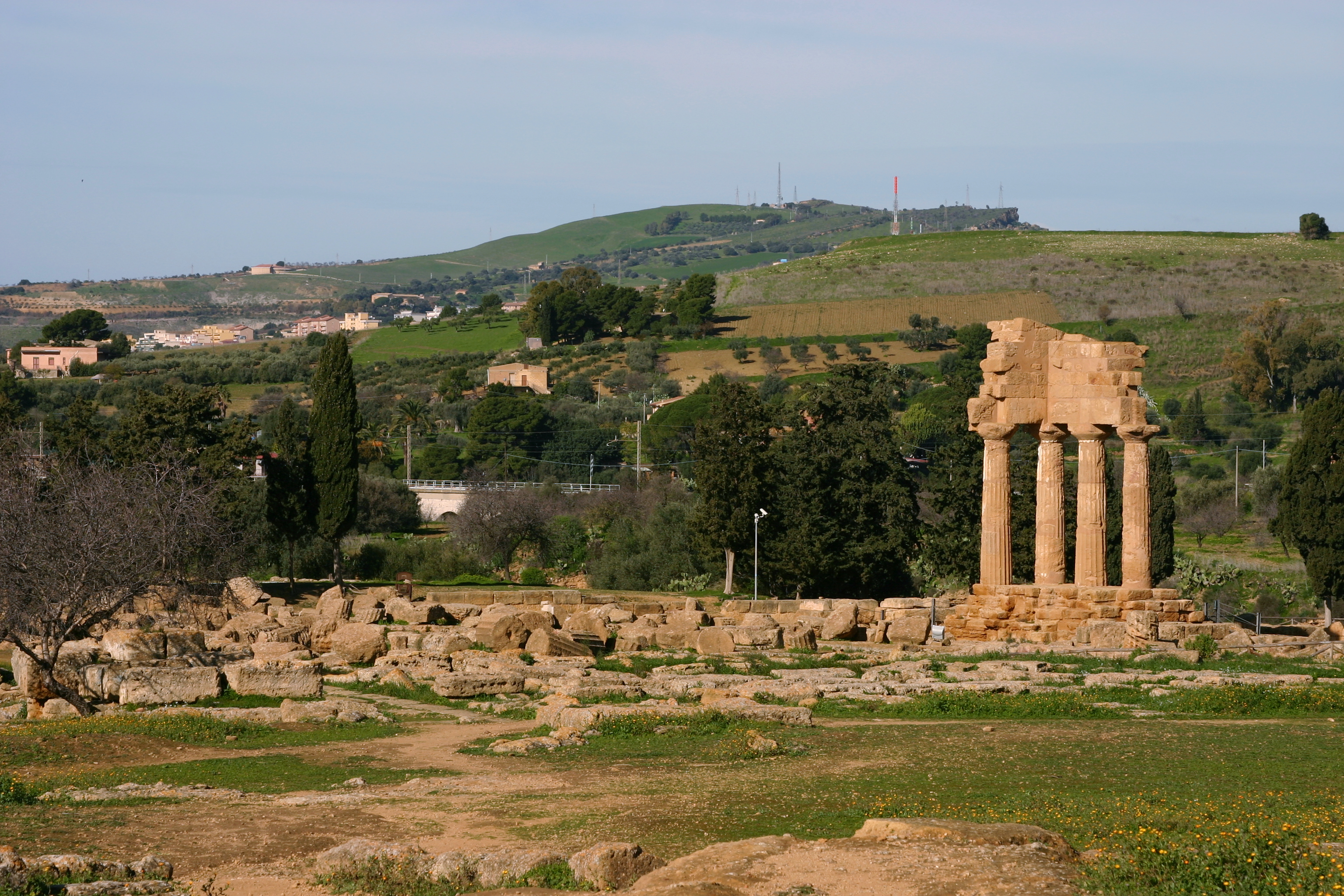
Temple de Castor et Pollux.

- Temple de la Concorde, de style dorique, élevé entre 440-430 av. J.-C. Ceinturé de trente-quatre colonnes (13 sur les côtés longs, 6 sur les côtés courts), il comporte trois pièces : la cella, le pronaos et l'opisthodome. À l'intérieur comme à l'extérieur, le temple était recouvert de stuc blanc avec des éléments polychromes. Il a été converti en basilique en 579. Au VIe siècle, l'évêque Grégoire y a vécu en ermite.
- Temple d'Héra datant du Ve siècle av. J.-C.
- Temple de Castor et Pollux ou des Dioscures
- Nécropole paléochrétienne
- Temple d'Héraclès (Hercule), VIe siècle av. J.-C.
- Autel des sacrifices
- Temple de Zeus (Jupiter) olympien construit pour célébrer la victoire d'Himère contre Carthage en 480 av. J.-C. C'est l'un des plus grands du monde grec (113 mètres sur 56 mètres).
- Jardin de la Kolymbethra
- Télamon de l'Olympeion

## La ville

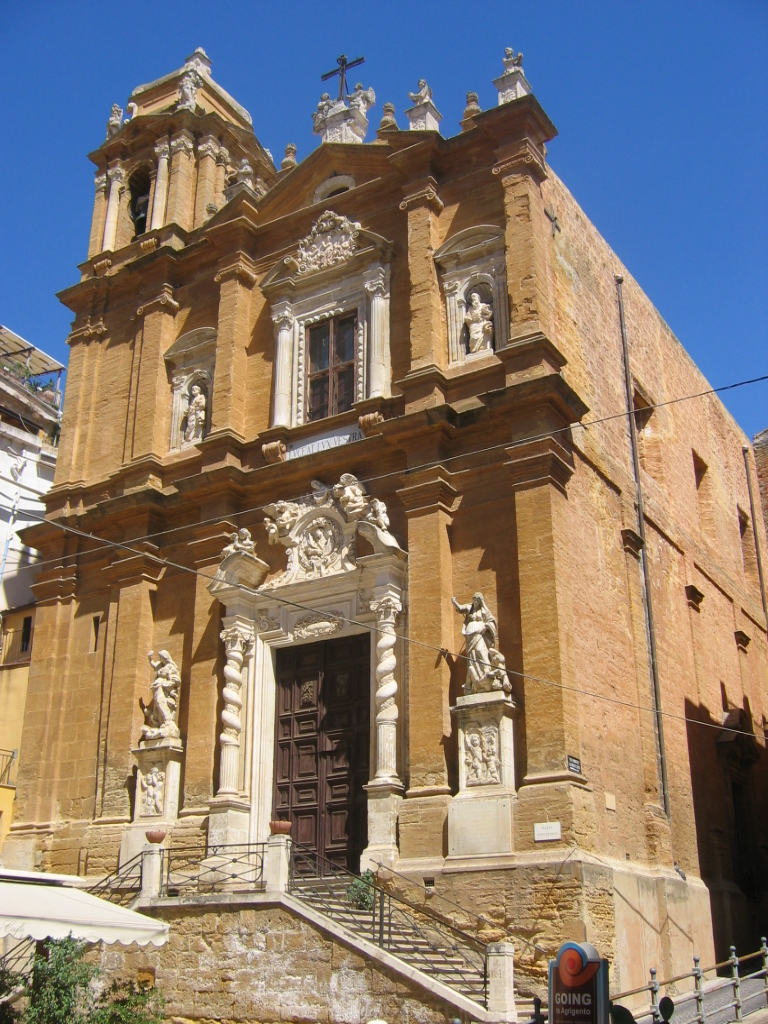
Église de San Lorenzo

- Musées, dont le musée archéologique qui présente le résultat des fouilles. Collections d'objets en terre cuite, et surtout de beaux cratères.
- Église San Lorenzo
- Monastère du saint-Esprit
- Cathédrale ou "Duomo"
- Piazza Pirandello
- Église Notre-Dame-des-Grecs d'Agrigente (XIIe siècle)

## Églises
- Cattedrale di San Gerlando
- Basilica della Beata Maria Vergine Immacolata
- Chiesa del Santissimo Crocifisso
- Chiesa di San Calogero
- Chiesa di San Domenico
- Chiesa di Sant'Alfonso
- Chiesa di Santa Maria dei Greci
- Chiesa di SaleChiesa di San Girolamo
- Chiesa di San Nicola
- Chiesa dello Spirito Santo
- Chiesa del Valle dei Templi
- Chiesa di San Giuseppe

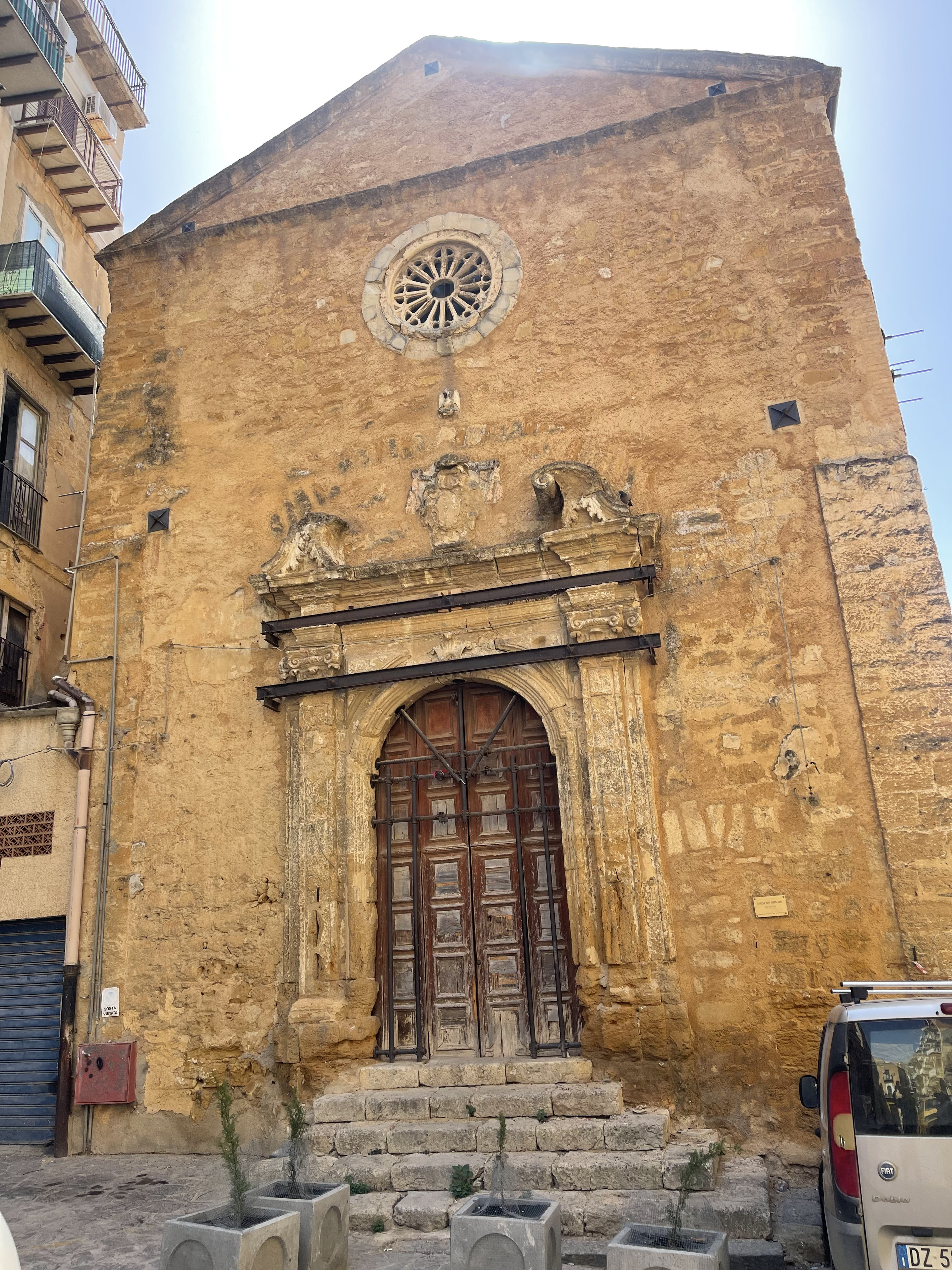
Chiesa di San Girolamo

- Chiesa di San Lorenzo detta del Purgatorio
- Chiesa di San Francesco di Paola
- Chiesa Nova di Sacro Cuore di Gesù
- Chiesa di San Francesco d'Assisi
- Chiesa di San Giacomo
- Chiesa di San Girolamo
- Chiesa di San Michele

## Naissances illustres
- Empédocle
- Luigi Pirandello
- Vinnie Paz

## Décès
- Domenico Cigna (1878–1946), juriste, homme politique et journaliste

## Administration
| Période                                  | Période         | Identité           | Étiquette     | Qualité                 |
| ---------------------------------------- | --------------- | ------------------ | ------------- | ----------------------- |
| 1990                                     | 1992            | Giovanni Di Mauro  | DC            |                         |
| 1993                                     | 1997            | Calogero Sodano    | PRI           |                         |
| 1997                                     | 2001            | Calogero Sodano    | CCD           |                         |
| 26 novembre 2001                         | 29 mai 2011     | Aldo Piazza        | FI            |                         |
| 29 mai 2011                              | 13 juin 2014    | Marco Zambuto      | PD            |                         |
| 13 juin 2014                             | 3 juin 2015     | Luciana Giammanco  |               | Commissaire préfectoral |
| 3 juin 2015                              | 21 octobre 2020 | Lillo Firetto      | Indépendant   |                         |
| 21 octobre                               | En cours        | Francesco Miccichè | Centro-destra |                         |
| Les données manquantes sont à compléter. |                 |                    |               |                         |

### Hameaux
Fontanelle, Giardina Gallotti, Monserrato, Montaperto, San Leone, Villagio La Loggia, Villagio Mosè, Villagio Peruzzo, Villaseta

### Communes limitrophes
Aragona, Cattolica Eraclea, Favara, Joppolo Giancaxio, Montallegro, Naro, Palma di Montechiaro, Porto Empedocle, Raffadali, Realmonte, Sant'Angelo Muxaro, Siculiana,(grotte).

### Évolution démographique
Habitants recensés

## Voies de communication et transport
Agrigente est traversée par les routes SS 118, SS 189.

## Sport
Le club de football local, Akragas 2018 (Akragas Città dei Templi), évolue en série D et joue ses matchs à domicile au Stade Esseneto.
La ville a accueilli les championnats du monde de cyclisme sur route en 1994 ainsi que quatre arrivées du Tour d'Italie : Guido Carlesi (1965), Moreno Argentin (1982), Bjarne Riis (1993) et Riccardo Riccò (2008).

## Jumelage
- Valenciennes (France) depuis 1982
- Tampa (États-Unis)

## Honneur
L'astéroïde (15372) Agrigente porte son nom.